# Lysiane Bernhardt
Pour les articles homonymes, voir Bernhardt.
Œuvres principales
Surprise-party (1941)
Lysiane Bernhardt, née le 3 février 1896 dans le 16e arrondissement de Paris et morte le 12 novembre 1977 à Draveil, est une actrice et, sous le pseudonyme de M.-T. Bernard, une femme de lettres française, autrice de roman policier.

## Biographie
Fille cadette de Maurice Bernhardt et de Terka Jablonowska, elle est la petite-fille de Sarah Bernhardt (1844-1923). Elle a une sœur aînée, Simone née en 1887.
Elle épouse le 7 mars 1921 à Paris, dans le 17e arrondissement, Louis Collin du Bocage, mieux connu comme le dramaturge Louis Verneuil, qui lui écrit deux pièces : 
- Daniel, pièce créée le 10 novembre 1920 au théâtre Sarah-Bernhardt, et qui voit la dernière apparition en public de Sarah Bernhardt, à Turin, à l'automne 1922.
- Régine Armand, pièce que Lysiane Bernhardt joue elle-même le 20 avril 1922 au théâtre Sarah-Bernhardt.

Les époux divorcent en 1923.
Le 6 mars 1928, Lysiane Bernhardt épouse en secondes noces Jacques Gassier.
En 1945, elle publie un ouvrage consacré à sa grand-mère, Sarah Bernhardt, intitulé Sarah Bernhardt, ma grand-mère, aux Éditions du Pavois.
Sous le pseudonyme de M.-T. Bernard, elle fait également paraître deux romans policiers :
- Surprise-party, Paris, Librairie des Champs-Élysées, coll. Le Masque no 310, 1941, Bruxelles, Le Masque belge, 1941
- L'Arbre qui saigne, Paris, S.E.P.E., coll. Le Labyrinthe, 1944